# Народна библиотека „Радоје Домановић“ Лесковац
Народна библиотека „Радоје Домановић” је народна и матична библиотека града Лесковца. Настала је из Градске читаонице основане 1879. године. Одређена је за Матичну библиотеку Јабланичког округа Републике Србије 1961. године.

## Историјат
У Лесковцу је 1879. године отворена прва читаоница — Градска читаониоца. Она је отворена под патронатом београдског школског одбора, а њен фонд сачињавале су махом књиге верске садржине. После ослобођења од Турака 1879. године основана је Народна читаоница под називом „Уједињење”, њеним оснивачем сматра се наставник гимназије Лука Дожудић, који је био први управник. Почетни фонд износио је 12 књига.
Градска читаоница прерасла је у велику Градску народну библиотеку 1935. године. Током Другог светског рата библиотека је престала са радом. Након ослобођења новембра 1944. године, основана је Градска библиотека. Новембра 1959. године она је добила име по једном од најпознатијих српских сатиричара — Радоју Домановићу — који је у периоду од 1896. до 1898. године био мештанин Лесковца и професор Гимназије у Лесковцу. Одлуком Министарства културе поверена јој је и функција матичне библиотеке за Јабланички округ 1961. године. Данас библиотека у својим фондовима располаже са преко 180.000 књига. Од априла 2007. године библиотека је постала чланица система COBISS, кооперативног онлајн библиографског система, који тренутно окупља више од 200 библиотека из Србије и омогућава приступ информацијама путем интернета.

## Одељења и сектори
- Позајмно одељење за одрасле, чији књижни фонд броји преко 30.000 књига
- Дечје одељење са читаоницом, чији укупан фонд износи 14.500 књига
- Одељење стручне књиге са читаоницом има око 28.000 књига
- Завичајно одељење са фондом старе и ретке књиге броји 2.700 монографских публикација и преко 2.600 јединица остале грађе
- Одељење за развој и унапређење библиотечко-информационе делатности — Матична служба
- Одељење набавке и обраде библиотечко-информационе грађе и извора
- Одељење периодике и дневне штампе
- Одељење културно-образовног програма и издаваштва
- Одељење посебних фондова — легата
- Књиговезница и заштита библиотечког материјала
- Одељење стране књиге је издвојено и чине га књиге на енглеском, немачком, француском, мађарском, бугарском, албанском, италијанском, шпанском, македонском, грчком језику и интернету: садржи преко 2.500 књига.[3]
- Стационирани огранци: Грделица, Вучје, Брестовац, Предејане и Печењевце.

## Награде
У отежаним условима и простору који није у складу са библиотечким стандардима, она је у неким сферама библиотечке делатности достигла сам врх. Добитник је више признања због постигнутих резултата од којих су најзначајнија:
- Сурепова награда и
- Октобарска награда града Лесковца.[4]

## Галерија
- Улаз у библиотеку
- Зграда библиотеке
- Бочна страна библиотеке
- Поставка поводом 140 година постојања библиотеке
- Поставка поводом 140 година постојања библиотеке